# SCB D 2×2/2
Die Mallet-Schlepptenderlokomotiven der Bauart D 2×2/2 der Schweizerischen Centralbahn (SCB) wurden zwischen 1897 und 1900 von der SLM in Winterthur gebaut und standen auch noch bei den SBB in Dienst, bevor sie in den Jahren 1923 bis 1926 ausrangiert und abgebrochen wurden.

## Geschichte
Die zwölf bei der SCB als D4T bezeichneten Mallet-Lokomotiven sind eine Weiterentwicklung der von 1891 bis 1893 gebauten Ed 2×2/2. Die Lokomotiven erhielten einen grösseren Kessel und im Gegensatz zu ihren Vorgängern einen Schlepptender, so dass deutlich mehr Betriebsvorräte mitgenommen werden konnten. Wie die Ed 2×2/2 standen die Lokomotiven hauptsächlich auf der Hauensteinstrecke im Einsatz. 
Die D 2×2/2 konnten auf einer 10 ‰ Rampe 550 t schwere Züge ziehen und vermochten am Hauenstein Güterzüge von 180 t bis 260 t Gewicht zu befördern. Obwohl das Verbundsystem Brennstoffersparnisse brachte, bewährten sich die Lokomotiven auf die Dauer nicht. Die vier Triebwerke waren verglichen mit einer normalen Lokomotive mit nur zwei Triebwerken unterhaltsintensiv und hatten auch einen grösseren Laufwiderstand.
Sie wurden am Hauenstein von den 1904 beschafften C 4/5 2701–2732 mit Vierzylinder-Verbundtriebwerk abgelöst.